# صوفي أحمد
صوفي أحمد (بالفارسية: صوفی‌احمد) هي مستوطنة تقع في تشارواماق الشرقية الريفية في إيران. يقدر عدد سكانها بـ 108 نسمة .